# Minidisc

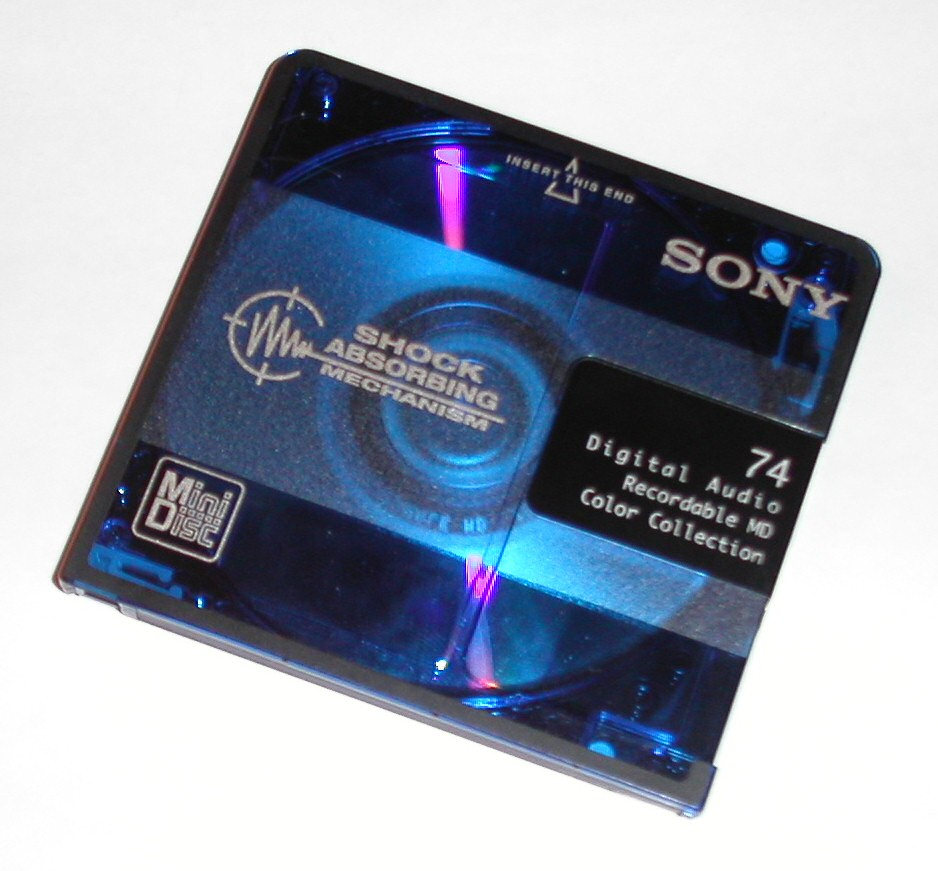
Supporto Minidisc

Il Minidisc (MD) è un supporto digitale magneto-ottico usato principalmente per la registrazione e riproduzione audio, lanciato ufficialmente da Sony nel 1992, la cui produzione è terminata nella primavera del 2013.
Il disco è integrato in una custodia di plastica rigida di 7×7 cm che lo protegge dagli urti, dai graffi e dalla polvere e può contenere circa 145 MB di informazione digitale. Grazie all'algoritmo di compressione audio ATRAC di tipo lossy proprietario della Sony (analogo all'MP3) su di un Minidisc si possono memorizzare circa 74-80 minuti di audio (il doppio se la registrazione è effettuata in mono). Sebbene sia stato pensato come il successore digitale della musicassetta (anche il DCC della Philips doveva essere il successore della musicassetta), il Minidisc non ha goduto di una vasta diffusione, soprattutto a causa del successo del Compact disc come supporto e dell'MP3 come algoritmo di compressione audio.
Il principale vantaggio del Minidisc rispetto ai supporti digitali precedenti è che, collegato all'impianto di riproduzione (generalmente un lettore portatile che funziona anche da masterizzatore), è totalmente riscrivibile. Pertanto questo conferisce al Minidisc una grande versatilità, e si pensava che questa fosse la frontiera ultima della musica su dispositivo portatile, almeno fino all'avvento dei lettori MP3, che hanno una notevole capienza, combinata con una trasmissione file molto più veloce, dato che non implica alcuna masterizzazione di disco.

## Compressione
L'audio registrato sul Minidisc viene compresso usando il codec ATRAC (Adaptive TRansform Acoustic Coding), mentre un normale CD contiene musica non compressa a 16-bit stereo in PCM lineare. ATRAC è un tipo di compressione a perdita che utilizza la psicoacustica per escludere o modificare le frequenze presenti nella musica non compressa, ma che l'orecchio umano non riuscirebbe comunque a percepire. In questo modo, l'ascoltatore non dovrebbe trovare nessuna differenza tra l'audio compresso e quello originale. L'ultima versione del codec ATRAC è "ATRAC 4.5" il quale ha portato il raggiungimento di un migliore livello di qualità acustica.

## Anti-skip

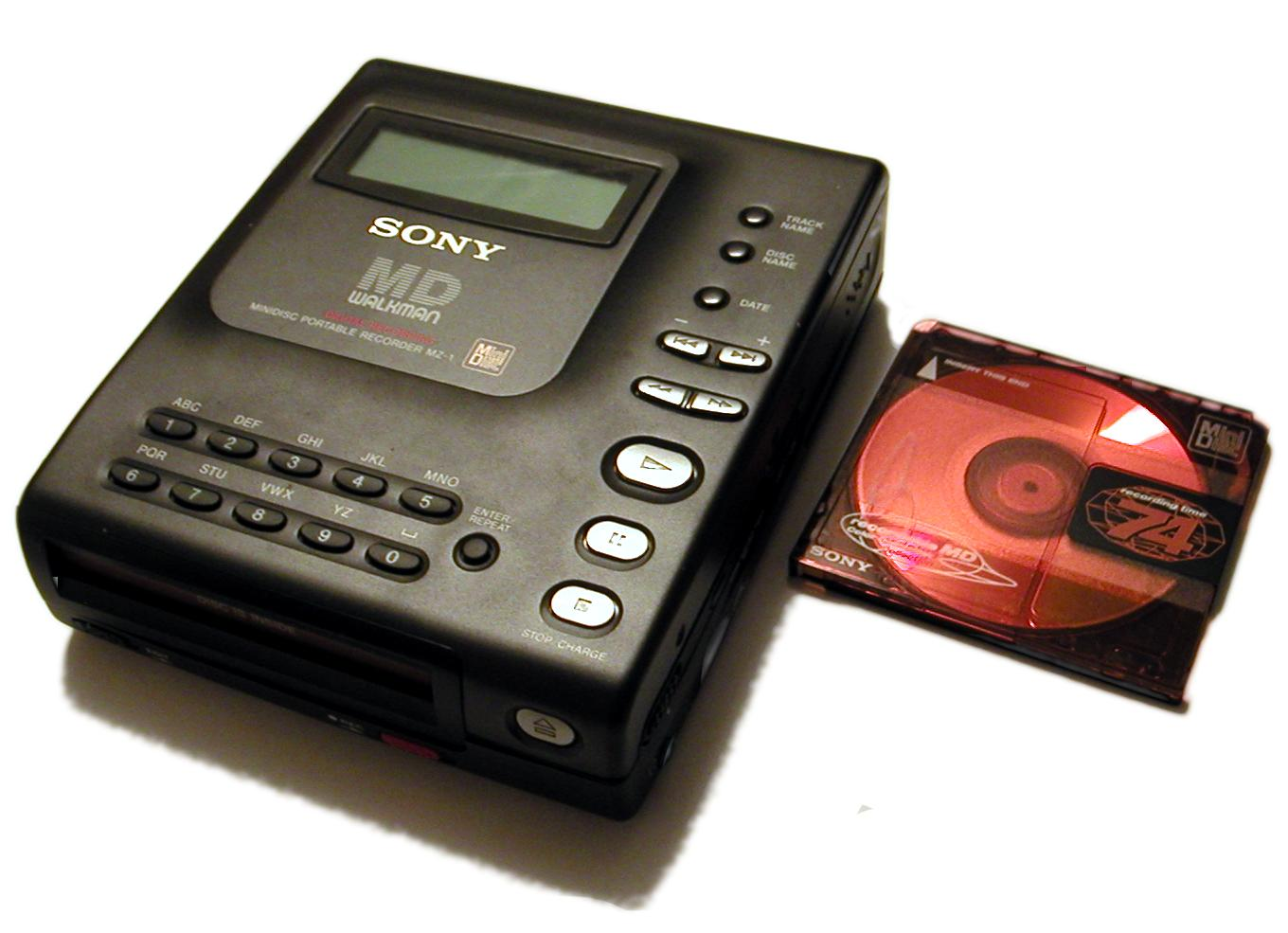
Lettore Minidisc

Il Minidisc ha il grande vantaggio di prevenire salti nella riproduzione, grazie alla lettura dei dati in una memoria di buffer ad alta velocità di accesso interposta tra il pick-up ottico ed il decoder ATRAC: il flusso di dati compressi provenienti dal pick-up a 1,4 megabit/secondo è molto più rapido di quello richiesto dal decoder a 0,3 Mb/s. I dati sono pertanto immagazzinati nella memoria da 1 Megabit e da qui trasferiti al decoder. Se il minidisc viene scosso, o subisce un urto la riproduzione continua normalmente, mentre il laser si riposiziona dove c'è stato il salto e inizia di nuovo a leggere. Data la compressione dei dati, la memoria di buffer assicura una riproduzione praticamente continua in ogni situazione. Questo sistema permette all'apparecchio anche di consumare pochissimo le batterie, perché il motore si muove soltanto per brevi periodi.

## MDLP
Nel 2000, Sony ha annunciato il MDLP (MiniDisc Long Play), che ha aggiunto nuove modalità di registrazione basate su una versione evoluta del codec ATRAC, ovvero l'ATRAC3. Oltre alla modalità standard (SP) il MDLP permette registrazioni in LP2 (una compressione doppia) e LP4 (compressione di 4 volte). In questo modo su un Minidisc da 80 minuti si possono registrare fino a 320 minuti di musica stereo.
Il bitrate per la modalità SP mode è di 292 kbit/s, e usa una codifica separata per i canali destro e sinistro. LP2 ha un bitrate di 132 kbit/s e anche questo usa una codifica separata dei due canali, mentre LP4, che ha un bitrate di 66 kbit/s usa una codifica detta a joint stereo, che riesce a sfruttare le similarità tra i due canali per ottenere una compressione su un canale unico. Durante la decodifica poi si ottiene di nuovo la separazione dei canali. La qualità dell'LP2 è molto buona e quasi indistinguibile dall'SP. La compressione a LP4 può portare a distorsioni del suono per alcune frequenze, ma si ha comunque un suono ricco e dinamico.
Le tracce registrate in MDLP non possono essere lette dai vecchi lettori Minidisc, che interpreteranno il tutto come silenzio.

## NetMD
La tecnologia NetMD ha permesso ai Minidisc di collegarsi, tramite USB, ai PC dotati di queste porte. In questo modo, oltre alle comuni operazioni di registrazioni, l'utente può trasferire (in modo univoco da PC a MD) la sua musica preferita. Nella modalità LP4 la velocità arriva a 32x, permettendo il trasferimento di un CD da 80 minuti in pochi minuti.
NetMD si avvale di un software chiamato SonicStage che permette il trasferimento di comuni CD, ma anche la conversioni di file musicali (mp3 e altro) per il successivo trasferimento. I brani trasferiti, grazie al collegamento con il servizio CDDB, vengono automaticamente titolati, in modo che l'utente può sempre sapere il titolo della canzone che sta ascoltando.

## Hi-MD
L'ultima innovazione per il Minidisc è stata l'introduzione sul mercato, nel 2004, dei nuovi Hi-MD. I registratori Hi-MD utilizzano il codec ATRAC3plus e possono leggere e scrivere sia i normali Minidisc che i nuovi supporti Hi-MD che, utilizzando una nuova tecnologia di lettura/scrittura, hanno una capacità di 1GB (mentre i comuni Minidisc, formattati coi nuovi apparecchi hanno una capacità di 305 MB). 
Oltre a immagazzinare musica, gli Hi-MD funzionano come periferiche di storage dati: una volta collegati a un PC dotato di porta USB, il PC li interpreterà come dei veri e propri mini-disco rigido esterni, permettendo all'utente di trasferire ogni tipo di dati.
Il nuovo codec ATRAC3plus ha quattro possibilità di bitrate per la registrazione: 256 kbit/s, 64 kbit/s, 48 kbit/s e in più il PCM Lineare (ovvero nessuna compressione).
Una volta formattati secondo il nuovo codec, però, i Minidisc ordinari non saranno letti dai vecchi apparecchi, che mostreranno solo una dicitura Hi-MD, senza però riuscire a riprodurre il disco.
Nel corso del 2004 la Sony ha osato di più: sono stati prodotti alcuni apparecchi che, oltre a registrare/riprodurre musica, hanno una fotocamera digitale incorporata. Quindi, il nuovo supporto Hi-MD può anche funzionare come memoria per foto. Ma in seguito non è stato mai prodotto un modello da banco o interno ad un PC, cosa che avrebbe reso la conservazione dei dati molto più sicura rispetto ad un normale CD che non ha alcun tipo di protezione esterna.
Dal mese di marzo del 2013 sul catalogo di Sony non sono più presenti i Mini Disc player in quanto il progetto è stato abbandonato.

## Specifiche
| Nome      | Bitrate (kbit/s) | Codec      | Versioni e capacità (min) | Versioni e capacità (min) | Versioni e capacità (min) | Versioni e capacità (min)       | Versioni e capacità (min) |
| Nome      | Bitrate (kbit/s) | Codec      | Standard player           | MDLP player               | Hi-MD player              | Hi-MD player                    | Hi-MD player              |
| Nome      | Bitrate (kbit/s) | Codec      | 80-minute disc            | 80-minute disc            | 80-minute disc            | 80-minute disc (HiMD formatted) | 1 GB Hi-MD disc           |
| --------- | ---------------- | ---------- | ------------------------- | ------------------------- | ------------------------- | ------------------------------- | ------------------------- |
| Stereo SP | 292              | ATRAC      | 80                        | 80                        | 80                        | n/a                             | n/a                       |
| Mono SP   | 146              | ATRAC      | 160                       | 160                       | 160                       | n/a                             | n/a                       |
| LP2       | 132              | ATRAC3     | n/a                       | 160                       | 160                       | 290                             | 990                       |
| –         | 105              | ATRAC3     | n/a                       | 127                       | 127                       | 370                             | 1250                      |
| LP4       | 66               | ATRAC3     | n/a                       | 320                       | 320                       | 590                             | 1970                      |
| –         | 48               | ATRAC3plus | n/a                       | n/a                       | n/a                       | 810                             | 2700                      |
| Hi-LP     | 64               | ATRAC3plus | n/a                       | n/a                       | n/a                       | 610                             | 2040                      |
| Hi-SP     | 256              | ATRAC3plus | n/a                       | n/a                       | n/a                       | 140                             | 475                       |
| PCM       | 1411.2           | Linear PCM | n/a                       | n/a                       | n/a                       | 28                              | 94                        |

## Sponsorizzazioni

Il Minidisc jersey sponsor della Juventus nella stagione 1997-1998

In ambito pubblicitario, dal 1995 al 1998 il Minidisc è stato main sponsor della squadra di calcio italiana Juventus.